# Santino Rost
Santino Rost (* 26. Juni 1990) ist ein deutscher Volleyballspieler.

## Karriere
Rost spielte beim VC Leipzig und beim Berliner TSC. Außerdem wurde er beim Nachwuchsteam VC Olympia Berlin gefördert und gehörte zur Junioren-Nationalmannschaft. Von 2009 bis 2011 war der Zuspieler beim Bundesligisten Netzhoppers Königs Wusterhausen aktiv, wo er jedoch nicht an Manuel Rieke vorbeikam. Deshalb wechselte er 2011 zum Ligakonkurrenten VC Gotha. Nach der Gothaer Insolvenz wechselte Rost zum Bundesligaaufsteiger VC Dresden, wo er bis zum Dezember 2014 spielte.

## Privates
Rost studiert Wirtschaftsingenieurwesen im Masterstudiengang an der Hochschule für Technik und Wirtschaft Dresden.